# Felix Steiner
Felix Martin Julius Steiner (23. května 1896 – 12. května 1966) byl německý veterán první světové války a pozdější důstojník Waffen-SS, kde dosáhl generálské hodnosti SS-Obergruppenführer und General der Waffen-SS. Mimo jiné byl držitelem mnoha vojenských vyznamenání včetně Rytířského kříže železného kříže s dubovými ratolestmi a meči nebo Německého kříže ve zlatě.

## Mládí a první světová válka
Felix Steiner se narodil 23. května roku 1896 v městě Stallupönen (dnes v Kaliningradské oblasti). V březnu roku 1914 vstoupil do pruské armády v hodnosti důstojnického čekatele (Fahnenjunker) a byl zařazen k 41. východopruskému pěšímu pluku (Infanterie-Regiment "von Boyen" (5. Ostpreußisches) Nr. 41) sídlícím ve městě Tilsit (dnešní Sovetsk). Na této pozici zůstal pouze do srpna téhož roku, neboť byl těžce raněn na frontě a ze svých zranění se léčil až do počátku roku 1915, kdy mu byla po zotavení udělena hodnost Leutnant (Poručík).

## Druhá světová válka
Steiner se aktivně podílel na vzniku vojsk SS a byl považován za jednoho z jejich nejlepších velitelů.
Od 1. července 1936 převzal v hodnosti plukovníka SS velení SS-Standarde "Deutschland". Od října 1936 působil jako vojenský pedagog na SS-Junkerschule Bad Tölz. S SS-Standarde Deutschland se v březnu 1939 zúčastnil obsazení zbytku Československa, dále v září 1939 tažení proti Polsku a v roce 1940 proti Francii. Za jeho úspěchy při tažení na západ mu byl 15. srpna 1940 udělen rytířský kříž.
9. října 1940 byl povýšen do hodnosti generálmajora SS a od 1. prosince 1940 byl jmenován velitelem 5. SS obrněné divize Wiking, která se pod jeho velením zúčastnila útoku na Sovětský svaz. 30. ledna 1942 byl povýšen do hodnosti generálporučíka SS a 23. prosince 1942 obdržel dubové ratolesti k rytířskému kříži.
Od 21. listopadu 1942 do 2. ledna 1943 byl členem štábu III. Panzerkorps (do tohoto útvaru byla zařazena i divize SS Wiking). Od 30. dubna 1943 převzal velení nově vytvořené III. (germanische) SS-Panzerkorps. 10. srpna 1944 obdržel meče k rytířskému kříži. Od konce října 1944 se musel dočasně vzdát velení ze zdravotních důvodů. Po zotavení byl nejdříve jmenován velitelem 11. Armády v Pomořansku, jež byla součástí Heeresgruppe Weichsel. Koncem března 1945 byl poté jmenován velitelem skupiny armád Steiner, která však počtem vojáků a technickým vybavením ani zdaleka nenaplňovala definici „skupiny armád“. Jeho úkolem bylo uvolnit úderem ze severu Berlín, který byl v té době již zcela obklíčen Rudou armádou. Početní poměr mezi jeho uskupením a silami Rudé armády byl odhadován na 1:10. Proto odmítl tuto fakticky neuskutečnitelnou operaci provést, pročež byl z důvodu odmítnutí poslušnosti 27. dubna 1945 sesazen z funkce velitele.

## Období po válce
3. května 1945 se na Labi vzdal do amerického zajetí. V rámci Norimberských procesů byl obviněn ze zločinů proti lidskosti a z válečných zločinů. Tato obvinění však nebyla v plném rozsahu prokázána, a proto byl 27. dubna 1948 propuštěn na svobodu.
V následujícím poválečném období svého života se věnoval psaní vzpomínkových knih, z nichž nejznámější jsou Armáda psanců (Die Armee der Geächteten) a Dobrovolníci (die Freiwilligen). Kromě toho napsal i několik románů, které se povětšinou odehrávají v období druhé světové války.

## Shrnutí vojenské kariéry

### Data povýšení
- Fahnenjunker – březen, 1914
- Leutnant – 27. leden, 1915
- Oberleutnant – 18. říjen, 1918
- Hauptmann – 1. prosinec, 1927
- Major – 1933
- SA-Sturmführer – březen, 1934
- SS-Obersturmbannführer – 24. duben, 1935
- SS-Standartenführer – 1. červenec, 1936
- SS-Oberführer – 24. leden, 1940
- SS-Brigadeführer und Generalmajor der Waffen-SS – 9. listopad, 1940
- SS-Gruppenführer und Generalleutnant der Waffen-SS – 1. leden, 1942
- SS-Obergruppenführer und General der Waffen SS – 1. červenec, 1943

### Data vyznamenání
- Rytířský kříž železného kříže – 15. srpen, 1940
- Dubové ratolesti k rytířskému kříži železného kříže – 23. prosinec, 1942
- Meče k rytířskému kříži železného kříže – 10. srpen, 1944
- Německý kříž ve zlatě – 1. leden, 1942
- Řád Kříže svobody I. třídy s dubovými listy a meči – říjen, 1942
- Pruský železný kříž I. třídy – 3. listopadu, 1917
- Pruský železný kříž II. třídy – 9. říjen, 1914
- Spona k pruskému železnému kříži I. třídy – 29. září, 1939
- Spona k pruskému železnému kříži II. třídy – 17. září, 1939
- Odznak za zranění v černém – 13. září, 1917
- Medaile za východní frontu
- Kříž cti
- Sudetská pamětní medaile se sponou Pražský hrad
- Totenkopfring
- Čestný meč Reischsführera-SS
- Zmíněn ve Wehrmachtbericht – 1. srpen, 1944